# 醉驾入刑
醉驾入刑是專指針對《中华人民共和国刑法修正案（八）》第22条的提议，内容为将醉酒驾驶机动车的行为列入《中华人民共和国刑法》处罚的范围。
2009年起，中国大陆陆续发生多起骇人听闻的、醉酒驾驶引发的交通事故。连续出现的案件激起了舆论，随后有全国人民代表大会代表（人大代表）和中国人民政治协商会议全国委员会委员（政协委员）提出要对醉驾行为追究刑事责任。2011年2月25日，《刑法修正案（八）》经全国人民代表大会常务委员会（全国人大常委会）通过，同年5月1日起施行；同步修改的《中华人民共和国道路交通安全法》也提出对醉驾行为追究刑事责任。
在“醉驾入刑”后，至2020年，共有120万人因醉酒驾车被起诉，酒驾、醉驾的触犯和伤亡的人数和比例都有明显的下降。然而，追究醉驾行为在司法实践中，也出现了各种问题；为解决这些问题，中央和地方的司法机关都陆续公布了一些文件，来调整执法与判罚的标准，一些人大代表、政协委员和法律界学者也提出了改进的建议。

## 法律条文
现行《刑法》中的相关条文如下：
|                          | 0第一百三十三条之一 在道路上驾驶机动车，有下列情形之一的，处拘役，并处罚金： …… 0（二）醉酒驾驶机动车的； …… |
| ——《中华人民共和国刑法》 | |

现行《道路交通安全法》的相关条文：
|                                    | 第九十一条 ……醉酒驾驶机动车的，由公安机关交通管理部门约束至酒醒，吊销机动车驾驶证，依法追究刑事责任；五年内不得重新取得机动车驾驶证。 醉酒驾驶营运机动车的，由公安机关交通管理部门约束至酒醒，吊销机动车驾驶证，依法追究刑事责任；十年内不得重新取得机动车驾驶证，重新取得机动车驾驶证后，不得驾驶营运机动车。 饮酒后或者醉酒驾驶机动车发生重大交通事故，构成犯罪的，依法追究刑事责任，并由公安机关交通管理部门吊销机动车驾驶证，终生不得重新取得机动车驾驶证。 |
| ——《中华人民共和国道路交通安全法》 | |

根据2011年4月27日通过的《最高人民法院、最高人民检察院关于执行《中华人民共和国刑法》确定罪名的补充规定（五）》，醉酒驾驶将触犯危险驾驶罪。
2013年12月18日，最高人民法院、最高人民检察院、公安部联合发布《关于办理醉酒驾驶机动车刑事案件适用法律若干问题的意见》，明确提及“在道路上驾驶机动车、血液酒精含量达到80毫克/100毫升以上的，属于醉酒驾驶机动车，依照刑法第一百三十三条之一第一款的规定，以危险驾驶罪定罪处罚”。

## 背景
2009年1月至8月，中国大陆共发生酒后和醉酒驾车肇事3206起，造成1302人死亡。单是同年8月15日起，佛山交警就在20天内查获饮酒驾驶150起、醉酒驾驶39起，拘留涉酒违法者39人。2010年春节期间，佛山市交警查获了酒后驾驶114起。有厦门市的交警在2011年接受采访时表示，查处酒驾、醉驾就像“猫捉老鼠”，查处少了，酒驾的人数就增加了，并看好“入刑”带来的震慑力。

### 修法前对酒驾的处罚
在《刑法修正案（八）》实施前，酒后驾驶（包括醉酒驾驶）只是一般违法行为，只会受到行政处罚，包括罚款、暂扣或吊销驾驶证、5年内禁驾、行政拘留等处罚，《刑法》中的交通肇事罪也只限于被告人出现严重过失，以及要达到法定的“损害结果”才能定罪。

2009年，在“6·30醉酒驾车案”发生后，最高人民法院在9月8日发布《关于醉酒驾车犯罪案件法律适用问题新闻发布稿》。时任南京市中级人民法院副院长吴文康在“6·30醉酒驾车案”判决后表示，最高法的这一举措是司法与民意互动的最直接体现。
|                                                                | ……行为人明知饮酒驾车违法、醉酒驾车会危害公共安全，却无视法律、醉酒驾车，特别是在肇事后继续驾车冲撞，造成重大伤亡，说明行为人主观上对持续发生的危害结果持放任态度，具有危害公共安全的故意。对此类醉酒驾车造成重大伤亡的，按以危险方法危害公共安全罪定罪符合刑法规定。…… |
| ——《关于醉酒驾车犯罪案件法律适用问题新闻发布稿》，2009年9月8日 | |

### 修法前的案件
醉驾入刑很大程度上是由舆论推动的。2006年的黎景全案和2008年的孙伟铭案后来被写入最高人民法院《关于醉酒驾车犯罪法律适用问题的意见》，而2009年的“6·30”惨案由于大量的目击者和媒体报道而引起了热烈的讨论，继而激起了醉驾入刑的呼声。
2006年9月16日，司机黎景全在佛山市南海区撞死二人、撞伤一人。经检测，他的血液中酒精浓度为369.9毫克/100毫升。2009年9月8日，广东省高级人民法院作出终审判决，认定被告人黎景全犯以危险方法危害公共安全罪，判处无期徒刑，剥夺政治权利终身。
2008年12月14日，司机孙伟铭在成都市内无证、超速醉酒驾车，先后3次碰撞路上行驶的车辆，还试图逃逸，最终造成四死一重伤。事后鉴定，孙伟铭事发时血液酒精浓度为135.8毫克/100毫升。2009年7月24日，成都市中级人民法院作出一审判决：孙伟铭犯以危险方法危害公共安全罪，被依法判处死刑，剥夺政治权利终身。在孙伟铭上诉至四川省高级人民法院后，他被改判无期徒刑。
2009年6月30日晚，南京市江宁区发生一起严重的交通事故；司机张明宝在金盛路上先后共5次高速撞向行人和车辆，造成5死（包括一名孕妇）4伤。经抽血化验，张的血液中酒精含量为每百毫升381毫克。事发后，汹涌的舆论纷纷要求按照“危害公共安全”惩罚张。当年12月23日，南京市中级人民法院裁定张明宝犯以危险方法危害公共安全罪，判处其无期徒刑，并处剥夺政治权利终身。
2009年8月5日晚，司机张喜军在鸡西市鸡冠区夜市不顾密集的人群，驾车撞倒路人和摊档，造成2人死亡、7人轻伤、16人轻微伤。经鉴定，张喜军案发时血液中的乙醇含量为198mg/100ml。12月29日，鸡西市中级人民法院认定被告人张喜军犯“以危险方法危害公共安全罪”，判处有期徒刑十五年，剥夺政治权利五年。

## 提议
2010年全国两会期间，全国政协委员、孙伟铭肇事案的辩护律师施杰提交了“关于增加危险驾驶罪的建议”的提案。2010年四川省第十一届人大三次会议上，人大代表史江提交了《关于加大查处酒后驾驶违法行为力度的建议》，另一位人大代表翟峰则提出要将醉酒驾车撞人事故定性为過失致死。
2010年4月28日，时任国务委员兼公安部部长孟建柱在向全国人大常委会做《国务院关于加强道路交通安全管理工作情况的报告》，提议在《刑法》中增设“危险驾驶机动车罪”，将醉酒驾车等违法行为纳入《刑法》。

## 立法
2011年2月25日，第十一届全国人民代表大会常务委员会第十九次会议通过了《中华人民共和国刑法修正案（八）》，并于当年5月1日起施行；修正案第22条提出要对醉酒驾驶机动车的行为处以拘役和罚金。
2011年4月22日，第十一届全国人民代表大会常务委员会第二十次会议通过了《关于修改〈中华人民共和国道路交通安全法〉的决定》，并于同年5月1日起施行；决定第1条提出，要对醉酒驾驶机动车的行为追究刑事责任。

## 执法
交警通常使用吹气式酒精检测仪判断司机体内的酒精浓度；在醉驾入刑后，按照刑事案件的取证标准，交警还需要对有醉酒驾驶嫌疑的司机做抽血取证。调查取证工作完成后，交警将对醉驾者进行取保候审，7天内完成流程。
郑州市的一名交警表示，在“醉驾入刑”前，有些有身份的人对醉驾被查到满不在乎，有些则会托关系说情，希望交警减轻处罚；“醉驾入刑”后，不少的司机被查到后会痛哭，交警被说情“轰炸”的问题也得到了解决。
有些司机为了躲避交警取证，会选择紧锁车门车窗，有些则弃车逃跑，只为了等血液酒精含量下降，使交警错过抽血取证的时间；然而，这些妨碍执法的行为只会受到治安处罚；有些司机会找人“顶包”。

### 数据
2011年5月1日至2011年12月31日，查处的酒驾起数较上年同期下降45%，其中醉驾起数同比下降45.3%，中国大陆法院审判醉驾案件总数近14500起。2011年5月1日至2012年4月20日，公安机关共查处酒后驾驶35.4万起，同比下降41.7%，其中，醉酒驾驶5.4万起，同比下降44.1%。2012年，北京、上海等地查处的酒后驾驶和醉酒驾驶数量，较2011年同期下降幅度分别在50%、70%以上。2011-2016年间，中国大陆因酒驾醉驾导致的交通事故起数、死亡人数与法律实施前五年分别下降18%、18.3%。根据公安部交通管理局的数据，“醉驾入刑”后的2011年5月1日至2017年4月30日，中国大陆机动车、驾驶人数量分别增长49.6%、80.6%，而同期年均因酒驾、醉驾导致交通事故5962起，造成2378人死亡、5827人受伤，较“入刑”前的五年分别下降8.9%、13.7%、17.8%。自“醉驾入刑”至2021年，中国大陆机动车增加1.81亿，驾驶人增加2.59亿，同期酒驾与醉驾肇事导致的死亡、受伤人数较“入刑”之前的10年分别减少6774人、13820人，2020年醉驾比率（即每100位司机中出现醉驾司机的比率）比“醉驾入刑”前减少70%以上。

### 知名案例
| 姓名   | 身份                           | 事件 | 刑事处罚 | 行业处罚 |
| ------ | ------------------------------ | --- | --- | --- |
| 高晓松 | 音乐人、主持人                 | 2011年5月9日22:30，高晓松在北京市东直门外大街与前方3辆汽车碰撞，造成四人受傷。经检测，他的血液中酒精含量为243.04mg/100ml，涉嫌醉驾。                                                                      | 2011年5月17日，北京市东城区人民法院判决高晓松犯危险驾驶罪，处拘役六个月，并处罚金人民币四千元，成为第一个触犯这一罪名的人。                                 | |
| 刘惠   | 相声演员                       | 2012年6月16日，刘惠在北京东城区和平里西街与北街交叉口发生追尾。经检测，他的血液酒精含量为213毫克/100毫升，涉嫌醉驾。                                                                                      | 2012年7月11日，东城区人民法院以危险驾驶罪判处刘惠拘役4个月，并处罚金2000元。                                                                                | |
| 刘朔   | 演员                           | 2017年4月29日，刘朔驾驶自己的小轿车，在途径东阳市东磁大医院桥西桥头路段时，碰撞到护栏上，造成车辆严重损坏，本人也伤重不治。他的血液内检测出酒精浓度为230mg/100ml。                                        | | |
| 伍正文 | 永州市香馥坝村秘书，党员       | 2017年4月因醉酒驾车被交警部门查获。 | 2017年7月，冷水滩区人民法院判决伍正文犯危险驾驶罪，判处拘役1个月，缓刑2个月，并处罚金人民币2000元整。                                                       | 2018年6月，伍正文受到开除党籍处分。 |
| 张修维 | 足球运动员                     | 2017年8月15日凌晨，张修维在天津市与停放在路边的6辆机动车发生碰撞，事故造成7辆机动车受损，无人员伤亡。经检测，张修维血液酒精含量为每百毫升189.3毫克。                                                      | 2017年8月16日，张修维被天津市公安局和平分局依法刑事拘留。12月15日，天津市和平区人民法院以危险驾驶罪判处张修维拘役三个月，缓刑三个月，并处罚金人民币8000元。 | 2017年9月14日，中国足球协会（中国足协）发表声明，称张修维因涉嫌危险驾驶，暂停其参加中国足协举办的正式足球活动。                                                                                                   |
| 郎永淳 | 主持人                         | 2017年10月5日22:40，郎永淳酒后驾驶小型越野客车，在北京市朝阳区西大望路八王坟路口发生交通事故。经检测，他的血液内酒精含量为207.9mg/100ml，涉嫌醉驾。                                                       | 10月6日，郎永淳因涉嫌危险驾驶罪被北京市公安局朝阳分局依法刑事拘留。11月3日，北京市朝阳人民法院以危险驾驶罪判处其拘役三个月，并处罚金四千元。                | |
| 文治民 | 永州市菱角山街道工作人员，党员 | 2017年10月因醉酒驾车被交警部门查获。 | 2017年12月，冷水滩区人民法院判决文治民犯危险驾驶罪，判处拘役4个月，缓刑4个月，并处罚金人民币4000元。                                                        | 2018年6月，文治民受到开除党籍处分。 |
| 张鹭   | 足球运动员                     | 2019年9月18日晚，张鹭在天津市河东区六纬路与东兴路交口接受公安交管部门酒精检查时，检测出其呼气酒精含量达到每百毫升191.2毫克，随后张鹭接受血液酒精含量检验，被检测出每百毫升253.3毫克的酒精浓度，涉嫌醉驾。 | 2019年9月21日，张鹭因涉嫌危险驾驶罪已被天津公安河东分局依法刑事拘留。26日，河东区人民法院裁定张鹭危险驾驶罪成立，判处拘役四个月、罚金一万元人民币。         | 2019年9月21日，中国足协决定取消张鹭在中国国家足球队的集训、比赛资格，并对天津天海俱乐部提出通报批评。27日，中国足协决定取消张鹭征调进入中国国家男子足球队的资格一年，同时禁止张鹭参加中国足球协会举办的比赛一年。 |
| 巩晓彬 | 篮球教练员                     | 2021年4月25日21时30分，巩晓彬驾驶小型越野客车在山东省济南市历下区奥体东路附近接受酒精检查时，检测出呼气酒精含量为每百毫升120毫克，涉嫌醉驾。                                                              | | |

## 调整
2012年9月7日，浙江省高级人民法院、浙江省人民检察院、浙江省公安厅印发了《关于办理“醉驾”案件若干问题的会议纪要》，提出了不起诉、判处缓刑的一些条件，以及10种从重情节。
- 酒精含量在90mg/100ml以下，无曾因酒后、醉酒驾驶机动车被处罚等10种从重情节且认罪的被告人，可以免于起诉，特殊情形下（如抢救危急病人等）放宽至100mg/100ml；
- 对酒精含量90~120mg/100ml且无10种从重情节且认罪的被告人，可以宣告缓刑；
- 对酒精含量120mg/100ml以上，或具有10种从重情节的被告人，不适用缓刑；
- 对未成年人、怀孕的妇女和已满75周岁的人，可以适用缓刑。

2013年12月18日，最高人民法院、最高人民检察院、公安部联合发布《关于办理醉酒驾驶机动车刑事案件适用法律若干问题的意见》，规定了8种从重处罚的情节。
2014年4月30日，浙江省高院刑三庭发布对省内各级法院刑事审判庭的指导性文件，提出在无特殊情况下，酒精含量160mg/100ml以下的可以适用缓刑，对110mg/100ml以下的可以免予刑事处罚。
2017年4月1日，最高人民法院发布《关于常见犯罪的量刑指导意见（二）（试行）》，提出对于醉酒驾驶机动车的被告人，法院应当综合考虑被告人的醉酒程度、机动车类型、车辆行驶道路、行车速度、是否造成实际损害以及认罪悔罪等情况，准确定罪量刑。《量刑指导意见（二）》提出，对于情节显著轻微危害不大的，不予定罪处罚；犯罪情节轻微不需要判处刑罚的，可以免予刑事处罚。
2019年10月8日，浙江省高级人民法院、浙江省人民检察院、浙江省公安厅印发了《关于办理“醉驾”案件若干问题的会议纪要》（浙高法〔2019〕151号），提出了新的醉驾的认定标准，也提出了从轻处理的适用条件。
- 血液酒精浓度为100mg/100ml以下的，公安机关可自行处理。
- 酒精含量在100~170mg/100ml以下，认罪悔罪，且无所列8种从重情节，犯罪情节轻微的，可以不起诉或者免予刑事处罚。

2018年12月，广州市政法委牵头公安、检查、法院、司法局等机关通过“会商纪要”方式，规定了无特殊从重情节情况下，对血液酒精含量130毫克/100毫升以下的犯罪嫌疑人可做不起诉处理。2019年4月1日，广州市越秀区人民检察院提出，轻微醉酒驾驶机动车（即血液酒精浓度小于130毫克/100毫升）犯罪嫌疑人通过参加一定量的社会公益服务，符合特定条件，经过综合考核，可对其作出不起诉决定。广州市的其他区则有着不同的执行标准。
2017年1月，浙江、上海、江苏先后出台关于醉驾案件办理的规定，随后重庆也跟进。新规中明确，部分情节轻微的可以不追究刑事责任。
2023年12月18日，最高人民法院、最高人民检察院、公安部、司法部联合发布《关于办理醉酒危险驾驶刑事案件的意见》。这一《意见》于2023年12月28日起施行，其中提及的调整有：醉驾情节轻微的，可以不起诉或者定罪免刑；情节显著轻微、危害不大的，可以不作为犯罪处理，按照道路交通安全法的规定给予行政处罚。此外《意见》又增加了醉驾校车、毒驾、药驾等7项从重处理情形。

## 争议

### 司法机关工作量加大
在醉驾入刑后，醉驾案数量急剧上升，消耗了不小的司法资源。2019年上半年，中国大陆的法院共审理了31.9万件危险驾驶案，超过了盗窃案，位居多发罪名第一；2020年，醉驾案数量达到了盗窃案的1.6倍，依然是刑事犯罪案件中第一。至2020年，广东省醉驾案件数量占刑事案件总量的六分之一有余；2016年至2018年，广东省的刑事案件受理人数年均增幅仅为0.86%，危险驾驶案件同比增幅却高达38.65%；贵州省人民检察院检察长傅信平表示，贵州省2016年至2018年的醉驾案件中，农民犯罪占40%以上，其中醉驾摩托车的占60%以上。

### 处罚标准问题
“醉驾入刑”后不久，在各地的司法实践中，基本上都是“一刀切”，凡是被告人有醉酒驾车行为，就会被裁定犯危险驾驶罪。有些法律界人士，包括2011年的时任最高人民法院副院长张军认为，不应该机械地认为只要达到醉酒标准驾驶机动车的，就一律构成刑事犯罪，应结合《刑法》总则章节第13条的原则综合考虑。
“醉驾入刑”后不久，中国大陆各地区对醉驾案有不同的量刑标准和从轻处理的认定条件，这导致“同案不同判”的情况越来越多，不利于司法公信力。例如，北京市和苏州市对醉驾案的处理非常严格，有些地区对醉酒驾驶四轮机动车和摩托车，以及对在城市和乡村醉驾有不同的处理标准。2012年4月，全国人大内务司法委员会主任委员陈斯喜表示，醉驾入罪的标准需要进一步明确。曾推动“醉驾入刑”的全国政协委员施杰在2019年接受采访时表示，道路、机动车、醉酒这三个醉驾的要素需要更科学、明确、可执行的界定，使执法更具合理性，也能体现一定的弹性。

### 处罚力度问题
“醉驾入刑”后，当事人会因刑事犯罪留下案底，导致失去工作和中国共产党党籍，无法担任法定代表人，服役、入党、考公、获得外国签证等会受到限制，也难以顺利回归社会，也会给家人带来不利影响。全国人大宪法和法律委员会副主任委员周光权表示，每年30多万人因醉驾被判拘役，不仅会让他们的家庭陷入窘境，当事人还会在执行拘役时与其他罪犯“交叉感染”，增加再犯罪风险，不利于社会稳定。
在越秀区人民检察院提供了社区服务换取醉驾免予起诉的措施后，网民展开了激烈的讨论；微博上出现了话题#醉驾也能从宽免刑#，阅读量9234.9万，讨论数2.4万，以及话题#坚决反对醉驾从宽免刑#，阅读量1.1亿，讨论数2.8万；当年6月29日，@微博法律发起投票“你赞成醉驾也能从宽免刑吗？”，在9万投票人中有7.8万反对；大连市公安局在话题#坚决反对醉驾从宽免刑#中转发了一个泰国的反酒驾公益广告，并称“酒驾是谋杀”。

### 人大代表提议
2018年，全国人大代表陈建华认为，醉驾型危险驾驶罪存在量刑标准不统一的问题。2020年，全国人大代表黄细花就曾提出应在醉驾案件中推广认罪认罚从宽制度。
2021年两会期间，多位第十三届全国人大代表提议调整现有的对醉驾处罚。
- 代表朱列玉提出提案，建议调整酒驾入刑标准，取消醉驾入刑，同时加大对酒驾的行政处罚力度和范围，只有严重醉驾按照危害公共安全罪判罚[67]。2022年，朱列玉再次提出提案，建议将危险驾驶罪有关醉酒驾驶的定罪标准取消，让法律多一份人情和温度，也可以极大地降低犯罪率[68]。
- 代表傅信平提议，将危险驾驶罪的条款改为“醉酒驾驶机动车，情节严重的”；他表示，目前的条款既导致了司法资源的浪费，也不利于被告人和家人后续的生活[53]。
- 代表韩德云也提出，醉驾入刑对触犯者以及家人的负面影响太大，而且增加了司法机关的负担，也不符合刑法的谦抑性，建议以行政处罚处理醉驾，他也建议统一醉驾案件的量刑标准[57]。
- 代表周光权提出《关于修改醉驾犯罪标准，有效减少社会对立面的议案》，提议将相关条款改为“醉酒后，在道路上不能安全驾驶机动车的”[63]。他同时还提议对于酒后驾驶的一些严重情节给予2年以下的有期徒刑[63]。